# Tata Vasco (ópera)
Tata Vasco, ópera o drama sinfónico de Miguel Bernal Jiménez (1910-1956) en cinco cuadros con libreto en español de Manuel Muñoz, compuesta para la celebración del IV Centenario de la llegada a Pátzcuaro del primer Obispo de Michoacán, Vasco de Quiroga. Relata las vivencias durante la evangelización del misionero del siglo XVI, Vasco de Quiroga, primer obispo de Valladolid —en la actualidad Morelia—, capital del estado de Michoacán, en México, después del asesinato del rey purépecha por los conquistadores españoles. 
Historia de amor, esperanza, fe y venganza, en la que se ilustra la obra del misionero español entre el pueblo purépecha. Estrenado en febrero de 1941 en el Templo de San Francisco en la ciudad de Pátzcuaro, Michoacán.
Primera obra escénica de Miguel Bernal Jiménez, único drama sinfónico.

## Acción
- Primer Cuadro: Agonía y Redención (Preludio)
- Segundo Cuadro: El oídor (Fantasía, fuga y minué)
- Tercer Cuadro: El obispo (primera parte -Alborada, coral e idilio)
- Cuarto Cuadro: El obispo (segunda parte -fandango, rondó y danzas)
- Quinto Cuadro: El civilizador (Sinfonía -Moderato / Adagio cantabile / Scherzo / Final)